# 奥村茉実
奥村 茉実（おくむら まみ、1996年8月17日 - ）は、日本のタレント、司会者。秋田県出身、浅井企画所属。既婚者。

## 略歴
2018年
- 浅井企画所属となる。浅井企画所属の前年には「ミスあきたこまち」としての活動を行っており、子供の頃から芸能事務所に所属していた。
- 7月、浅井企画ゲーム部発足時のメンバーとなり、YouTubeの浅井企画公式チャンネルのライブ配信に参加。
- 12月、『ストリートファイターV アーケードエディション』公式リーグ戦「ストリートファイターリーグ」のビギナークラス選抜オーディションを通過。ビギナークラスのドラフト候補となり、ドラフトではプロゲーマーのネモに指名され、チーム「ネモオーロラ」に所属した。

2019年
- 2月16日、浅井企画ゲーム部EXとして単独でライブ配信を行う。その後「奥村茉実のゲーム配信」として定期化された。
- 4月13日、カプコンから公認を受けて『ストリートファイターV CAPCOM Pro Tour（CPT）』のライブ配信を行うことを発表[1][2]、CAPCOM Official Streamerとなった。CPT配信では得意の英語を活かし、海外現地の英語実況や解説を通訳しながら進行することもある。
- 6月22日、カプコン ストリートファイターリーグ COLLEGE JP 2019 に出場、公式戦初勝利。2019年7月15日、カプコン ストリートファイターリーグ: Arcade 2019 予選 立川会場。チームは優勝し、全国大会へ進出。2019年7月28日、カプコン ストリートファイターリーグ: Arcade 2019 全国大会での結果はベスト8であった。
- 7月・8月、ストリートファイター ルーキーズキャラバン2019 のゲストとしてイベントに出演（埼玉大会、広島大会）、熊本大会には選手として出場した。
- 9月、eスポーツ番組 あおいぃぃぃすぽおつどぅ、AKIのオールナイトニッポン0 eスポーツSPに出演した。CAPCOM Pro Tour 2019 アジアプレミアには選手として出場。2日間に渡って現地からの配信も行った。「eスポーツマガジン Vol.3」には彼女がeスポーツイベントを取材した様子が掲載された。
- 11月4日、五反田大運動会 ぷよぷよ e-スポーツステージにてMCを務めた。2019年11月30日、ストリートファイターV AE オンライン大会「奥村杯１」を主催した。
- 12月、CAPCOM CUP 2019、日本初開催のRed Bull Kumiteのライブ配信を行う。年末には、TOPANGAチャリティーCUPに選手として出場し、翌日にはストリートファイターV AE オンライン大会「奥村杯 Light」を主催した。また、１２月中旬にはプロゲーマーのときど、ガチくんとのインタビュー記事がPC Watchに掲載された。

2020年
- 1月、インプレス eスポーツ部、ストリートファイターV攻略企画「ガチくんに!」に出演。EVO JAPAN 2020の現地配信も行なった。
- 2月、個人チャンネルの「おくむーるーむ」でラジオ形式のYoutube配信「オクムラジオ」を開始。「セガなま」記念配信では司会進行を務める。
- 5月、ANZEN漫才あらぽん考案の浅井企画のFPS系チーム『浅井エイミー倶楽部』のメンバーとなる。
- 6月、フランス「ギユモ」社のゲーミングデバイスブランドThrustmaster（スラストマスター）のアンバサダーに就任。プロゲーマーのキチパ選手とのコラボ企画なども行う。俳優部の岩戸千晴とのYoutubeチャンネル「ちーまみ」開設した。
- 7月・10月、CAPCOM Pro Tour Online 2020 アジアー東大会の日本語公式配信にスペシャルゲストとして出演した。
- 9月、ストリートファイターリーグ Pro-JP 2020 のレポーターを務めることを発表。後に、ストリートファイターリーグ Pro-JP 2020 のオフィシャルストリーマーとなり振り返り配信などを行う。同じ事務所の中村愛とのYouTube企画「中村愛 & 奥村茉実の楽しすぎてパオン♪」をYoutubeで開始した。
- 10月、同じ事務所で浅井企画ゲーム部の"かーしゃ"とのコラボ企画「タダで楽しんですみません」をTwitchで開始した。

2021年
- 3月、TOKYO MX「格ゲー喫茶ハメじゅん」に出演した。
- 4月、インプレスeスポーツ部女子レトロゲーム班の企画がスタートした（レトロゲーム攻略企画）[3]。

 2022年
- 1月、インプレスeスポーツ部・ガチくんにのレギュラーに昇格し、「ストⅤ奥村茉実プラチナへの道」が始動した[4]。

 2023年
- 8月、インプレスeスポーツ部・ガチくんにて「ストリートファイター6ダイヤへの道」が始動した[5]。
- 9月、ラプラスTVにてLAPLACEカップのMC就任した。

 2024年
- 6月6日、数か月前に結婚したこと、第1子を妊娠していることを自身のX（旧Twitter）にて報告した[6]。

## 人物
- 歌が得意である。ボイストレーニングにも通う。[7]
- 小・中学校時代は陸上部に所属し、ハードルやリレーを専門としていた[7]。
- 日本女子大学文学部英文科卒。
- 左右両利きである。元々は左利きである[8]。
- 猫を飼っている（名前：ラム。2020年5月17日生まれ、雌。）
- 二匹目の猫（名前:  ウル。2021年4月17日生まれ、雄。）　[9]。
- 2021年3月からは自身で動画編集をした動画の投稿も始めた[10]。
- 大原櫻子、LDH（GENERATIONS from EXILE TRIBEなど）のファンである[11][12]。
- 好きな食べ物：馬肉、チーズ、うどん、もも、メロン[13][14][15]。
- 好きな寿司：納豆、サーモン、鯛、光り物[16][17]。
- 好きな飲み物：お茶、水。ジュースはあまり飲まない。ドクターペッパーは飲む。[18]
- ゲームの番組やイベントのMCに憧れている[19]。CAPCOM Pro Tour（CPT）のミラー配信ではMCを行っている[20]。
- 特技：英会話、カラオケ[21]。
- 資格：英検2級、観光英検2級、秘書検定3級、普通自動車免許。
- 趣味：カラオケ、お酒、ゲーム
- 受賞歴など
  - 第32代ミスあきたこまち（2017～2018年）、ミスFLASH2019セミファイナリスト、第13回アパホテル真心笑顔親善大使ファイナリスト
  - カプコン ストリートファイターリーグ powered by RAGE 出場（チーム「ネモオーロラ」所属。準優勝。）
  - カプコン ストリートファイターリーグ COLLEGE JP 2019 出場（チーム「もやしが好きです」所属。 準優勝。）
  - カプコン ストリートファイターリーグ: Arcade 2019 予選 立川会場 出場（チーム「もやしが好きです」所属。優勝。）
  - カプコン ストリートファイターリーグ: Arcade 2019 決勝大会 出場（チーム「もやしが好きです」所属。全国ベスト8。）

### 交友関係
同じ所属事務所で同い年の岩戸千晴と交友関係があり、Twitterにたびたび登場している。2020年6月、共同のYoutubeチャンネル「ちーまみ」開設。

## エピソード
- 関根勤から「肌が綺麗」と褒められたことがある[22]。
- 阿見201に担ぎ上げられたことがある[23]。
- 誕生日（8月17日）はパイナップルの日であり、その色の服を所有している[24]。
- 奥村茉実のゲーム配信では、天才犬（名称：イッヌ（旧名：ケン））と共に配信を行なっている。初期の名前はケンであったが自然な流れでイッヌと呼称することが多くなりイッヌに改称した。ケンの名称は対戦相手として苦手なケン・マスターズと犬の音読みをかけて彼女が命名した[25]。実家から秋田犬のぬいぐるみがゲーム配信のお供用として送られてきたことがあったが、置き場所がなかった為その出演はわずかであった。送り主である彼女の父親は相棒のケンのことをアバターではなく、ぬいぐるみと勘違いしていた[26]。
- 配信を観に来るファンは「村人」と呼ばれる。彼女は奥村（イントネーションは"く"）の村長、ケンは番犬、総理大臣はネモという設定である[27][28]。
- ストリートファイターリーグ決勝大会での彼女のプレーについてプロゲーマーの板橋ザンギエフから「成長が感じられた」と褒められた[29]。また、ゴールデンボンバーの歌広場淳は「彼女の試合が一番心に残った」とインタビューで答えている[30]。チーム「ネモオーロラ」には、紆余曲折を経て加入した[31]。格闘ゲームは全くの未経験からのスタートであった[32]。リーグの途中からは、当初使用していたキャミィからブランカにキャラクター変更し、グランドファイナルでは成長が感じられるプレーで観客を沸かせた[33]。カプコンの小野義徳からその活躍を認められ、2019年初夏に開催されるストリートファイターリーグへの出場を依頼された[34][35]。2019年5月20日発売のゲームラボに、3月に開催されたストリートファイターリーグRAGE決勝戦のレポート漫画が掲載され、彼女の様子も描かれている[36]。ストリートファイターⅤではアーケードコントローラー（アケコン）を初期から使用している[37]。その後、ゲームパッドを使用するスタイルに変更。
- ストリートファイターの初代〜Ⅲ、およびZEROシリーズを一通り体験した後にⅤをプレイしたことがある。その際にはⅤのグラフィックやサウンドの美しさに感動していた。豪鬼の波動拳の美しさにも言及している。エドモンド本田をVで見てみたいとも語っている[38]。ストリートファイターⅢ 2nd IMPACTのユリアンで初めてユリアンを披露した。この時念願のエイジスリフレクターデビューを果たし感極まっていた[39]。ネモオーロラのネモ、あんまんが共にユリアン使用していたことから、ユリアンに興味を持っており、戦い方のイメージトレーニングは実際の操作方法を覚える前に完了していた[40]。
- CAPCOM Pro Tour配信時には得意の英語を活かし、英語の実況を聞き取りながら現地の状況や盛り上がりを視聴者に解説する場面があった。また、"奥村メモ"と呼ばれる、彼女が調べ上げた各国のストリートファイター選手の情報が記載されているメモが視聴者に好評で、配信の盛り上がりを支え、大活躍した。彼女独自の感性から生み出される言葉は"奥村語録"と呼称され、会話中にたびたび登場し視聴者の笑いを誘っていた（ドロン系、サイコがすごい、ベガとは面識がない、地面平行技、等）[41]。Taipei Major 2019（CAPCOM Pro Tour）ライブ配信中に漫画家の雑君保プが彼女とケンのイラストを描いた[42]。その後も定期的に彼女の様子が描かれており、「ゲームラボ 年末年始2020」内の「ストリートファイター5 大会視聴趣味のススメ」には彼女の大会配信の４大ムーブが描かれている[43]。VS Fighting 2019からは、試合中の選手の様子などを記録した"奥村EYE"も登場した。
- 祖母にNintendo Switchを買ってもらった[44]。
- 22歳まで卵かけごはんを食べたことが無かった。Taipei Major 2019 Day.1ライブ配信時の食事として用意された卵がけごはん味のおにぎりがきっかけで、それが判明した。その後、卵かけごはんを初めて食べる様子がライブ配信された[45]。その後「初めてシリーズ」としてコーナー化され、他の食べ物にも接することとなった。
- ルーキーズキャラバン2019 熊本大会、CAPCOM Pro Tour 2019 アジアプレミアに選手として出場した[46]。
- ぷよぷよの腕前について、浅井企画ゲーム部でゲームをプレイした際の記事に「１連鎖奥村」と書かれたことがある。その後の練習で4連鎖まで出来るようになった[47]。
- CapcomProTourの配信はプロゲーマーのネモのアドバイスがきっかけとなったことが「ガチくんに」で語られた[48]。
- Among Usの配信を行った際、倉持由香から『アサシン奥村』というあだ名を付けられた。半分以上Impostorになった運とImpostorでのプレースタイルに由来する[49]。

## 出演作品
- 99人の壁（2018年4月5日、フジテレビ）
- 全力坂（2018年4月16日/瀬田一丁目の坂、2018年4月24日/行善寺坂、テレビ朝日）
- ゲームバラエティプログラム YATTE-MIKKA!（2019年2月21日・27日公開、PlayStationJapan公式チャンネル）[50][51]
- カプコン「ストリートファイターリーグ powered by RAGE」（2018年12月 - 2019年3月、AbemaTV/OPENREC.tv）[52]
- カプコン ルーキーズキャラバン2019 会場レポート（埼玉大会、広島大会、熊本大会）（2019年8月 - 2019年9月、Youtube）
- あおいぃぃぃすぽおつどぅ(2019年8月9日、9月4日、10月24日、広島ホームテレビ 地上波/Youtube)
- 浅井企画ゲーム部スペシャル 「セガなま」３連勝記念配信 ペッパーボーイズ vs アモーン 龍が如く7 ミニゲーム対決！（司会進行）（2020年2月27日、Youtube）
- 浅井企画ゲーム部vsウェブレッジゲーム部、ソーセージレジェンドでバトル！（2020年3月5日、Youtube）
- TIPSTAR（ティップスター）（2020年7月14日 - 、Web、アプリ）
- ストリートファイターV攻略企画「ガチくんに!」(2020年1月31日、2月28日、3月13日、4月17日、5月15日、6月19日（まみさんに）、7月17日、8月21日、9月18日、10月16日、10月23日、11月20日、12月18日（まみさんに）、2021年1月22日、1月29日、2月19日、3月19日インプレスeスポーツ部(IeC)、Twitch)
- CAPCOM Pro Tour Online 2020 アジア-東大会1、2[日本語中継] TOP16→TOP8、TOP8→ファイナル（2020年7月25日 - 26日、2020年10月24日 - 25日、Youtube、Twitch、Mildom）
- サマー・ウーマンズ・グランプリ2020（フジテレビ みんなのKEIBA）（2020年8月2日、8月9日、8月16日 Youtube）
- ストリートファイターリーグ: Pro-JP 2020 （大会レポーター）（2020年9月25日、Youtube、Twitch、Mildom、Periscope）
- 格ゲー喫茶ハメじゅん (2021年3月26日、TOKYO MX 地上波、Youtube)
- 『対ありでした。~お嬢さま格闘ゲームなんてしない~』（2023年5月19日、Lemino）ゲーム監修・手元吹替え・出演
- 冠番組グランプリ（2023年5月31日、千葉テレビ放送）

## イベント
- PlayStation祭2018（2018年10月28日、大阪会場：ナレッジキャピタルコングレコンベンションセンター）
- カプコン「ストリートファイターリーグ powered by RAGE グランドファイナル」（2019年3月21日、秋葉原UDX アキバ・スクエア、AbemaTV/OPENREC.tv）[52]
- カプコン「ストリートファイターリーグ COLLEGE JP 2019」（2019年6月27日、オンライン大会）
- CAPCOM eSPORTS CLUB  ストリートファイターV AE ルーキーズキャラバン2019 埼玉大会（2019年7月27日、イオンレイクタウンkaze 光の広場）
- CAPCOM eSPORTS CLUB  ストリートファイターV AE ルーキーズキャラバン2019 広島大会（2019年8月3日、THE アウトレット広島 シティコート）
- 奥村茉実とイッヌのストリートファイターV・CEオフ対戦会（2023年1月28日・2月25日・3月25日・3月30日・4月29日）e-VERSE（イーバース）- デジタルカフェ＆アカデミー/eスポーツ/上大岡）
- 奥村茉実とイッヌのSTREETFIGHTER6オフ対戦会（2023年6/3日10日24日/7.23日/9.2日/10.10日28日/11.25日/12.23日）ダーツカフェ＆バー・イーバース（e-VERSE）上大岡
- 浅井企画ゲーム部オフイベントin上大岡e-VERSE(2023年・10月14日)ダーツカフェ＆バー・イーバース（e-VERSE）上大岡
- 奥村茉実とイッヌのSTREETFIGHTER6オフ対戦会・横浜BARReL:powerdbyFighterscrossover（2024/1.20/2.17/3.23/4.20/5.18/6.15/7.20/8/12/）

## ラジオ
- AKIのオールナイトニッポン0 eスポーツSP（2019年9月7日、ニッポン放送）

## 書籍・Webマガジンなど
- eスポーツマガジン Vol.3（白夜書房） - 「eスポーツイベント探訪」（2019年9月30日）
- PC Watch（インプレス） - 「ガチくん、ときど、2人の覇者が体験。PCではストVのプレイはこう変わる」（2019年12月12日）
- PC Watch（インプレス） - 「ガチくん、ときど、奥村茉実の3人が、RAW現像や動画編集などにチャレンジ」（2019年12月13日）
- PC Watch（インプレス） - 「エッジAIペット検知がスゴク賢い! 爆安2,500円のネットワークカメラ「ATOM Cam」（2020年08月28日）
- 浅井企画ゲーム部のスマホゲーム紹介（株式会社ウェブレッジ、モバイル総合大学校） - 「第48回 せかいづくり レビュー「私も移住していーい？」」（2020年11月20日）
- 浅井企画ゲーム部のスマホゲーム紹介（株式会社ウェブレッジ、モバイル総合大学校） - 「第56回 え、イケメン育てさせてもらっていいんですか…」（2021年3月24日）
- PC Watch（インプレス） - eスポーツ部女子レトロゲーム班
  - 「PC98版イース」（2021年04月）[53]
  - 「サイレントメビウス」（2021年04月）[54]
  - 「アーケード版グラディウス」（2021年05月）[55]
  - 「PC98版イースⅡ」（2021年05月 - 07月）[56]
  - 「アーケード版グラディウスⅡ」（2021年08月 - 09月）[57]
  - 「ファイナルファンタジーピクセルリマスター版」（2021年10月 - 11月）[58]
  - 「X68000版・琥珀色の遺言」（2021年11月 - 2022年01月）[59]
  - 「沙羅曼蛇」（2022年01月 - 02月）[60]。
  - 「ファイナルファンタジーⅡピクセルリマスター版」（2022年02月 - 04月）[61]
  - 「Alone in the Dark」（2022年05月 - 06月）[62]
  - 「怒首領蜂大復活」（2022年06月 - 08月）[63]
  - 「ロックマン」（2022年08月 - 11月）[64]
  - 「聖剣伝説legend of Mana」（2022年11月 - 2023年01月）[65]
  - 「逆転裁判」（2023年02月 - 04月）[66]
  - 「R-Type Dimensions EX」（2023年05月 - 08月）[67]
  - 「逆転裁判2」（2023年09月 - 2024年01月）[68]
  - 「ロックマン2」（2024年02月 - 06月）[69]
  - 「ハイドライド」（2024年06月 - 08月）[70]
  - 「ハイドライド3SV」（2024年08月 - ）[71]

## CM・広告
- よみうりランド「2019夏よみうりランド　テレビCM～令和元年プール開き！篇～」、「みやぞん、あらぽん映えバトル。(WEB CM)」（2019年7月 - 8月）
- 江崎グリコ チョコレート GABA（ギャバ）CM「ストレスにはGABA」篇 （2019年）

## 配信でプレイしたことのあるゲーム(一部抜粋)
- ストリートファイターV(使用キャラクター：(メイン)ブランカ、(サブ)コーリン、キャミィ)
- フォートナイト
- Apex Legends
- 雀魂
- VALORANT
- ぷよぷよ
- ストリートファイターシリーズ  (I、Ⅱ、Ⅲ、ZEROシリーズ)  (使用キャラクター：ブランカ、キャミィ、リュウ、アレックス、豪鬼、さくら、ユリアン)
- サムライスピリッツ(使用キャラクター：牙神幻十郎、タムタム)
- マリオカート8DX (使用キャラクター：ヨッシー）
- デッド バイ デイライト(Dead by Daylight)
- スーパーマリオパーティ
- ANTHEM
- ザ・クルー2
- ロックマン11
- グランツーリスモSPORT
- Project Winter
- ゾイドワイルド キングオブブラスト

## ゲーム配信
- 奥村茉実のゲーム配信（2019年2月16日 - 浅井企画ゲーム部へのリンク）

|      | 配信日         | タイトル | ゲームタイトル                                                                      | 備考(出演者は五十音順) |
| ---- | -------------- | --- | ----------------------------------------------------------------------------------- | --- |
| 1    | 2019年02月16日 | ストVランクマッチで練習しちゃいます編 | ストリートファイターV                                                               | 視聴者のコメントを参考にして練習を行った。使用キャラクター：ブランカ。 |
| 2    | 2019年03月02日 | 今週もストＶ練習します！ | ストリートファイターV                                                               | RookieからBronzeに昇格。 |
| 3    | 2019年03月09日 | もっとストV練習します！ | ストリートファイターV                                                               | 天の声ケン初登場。 |
| 4    | 2019年03月16日 | 今週は仲間が来てくれます！ | ストリートファイターV                                                               | ゲスト：ナガシマパイナポー、岬康星、宮田秀道。 |
| 5    | 2019年03月23日 | ストリートファイターリーグ グランドファイナル振り返りSP！                                                                                | ストリートファイターV                                                               | ゲスト：木村圭汰、国定涼介。 |
| 6    | 2019年03月29日 | マリオカートが上手くなりたい | マリオカート８DX                                                                    | 目標タイム(1:50)を四捨五入クリア(記録1:54)。 |
| 7    | 2019年04月07日 | 続けます！ストリートファイター！ | ストリートファイター 30th アニバーサリーコレクション インターナショナル             | ユリアンでエイジスリフレクターデビュー (ストリートファイターⅢ 2nd IMPACT)。 |
| 8    | 2019年04月13日 | ネモ社長に憧れて♫ ユリアンを練習します                                                                                                   | ストリートファイターV                                                               | CAPCOM Pro Tour のライブ配信を行うことを発表。 |
| SP   | 2019年04月20日 | CAPCOM Pro Tour「THE MIXUP」Day.1 ライブ配信                                                                                             | ストリートファイターV                                                               | 最高同時接続視聴者数:864人。キャミィTシャツ着用。奥村メモ初登場。ゲスト：国定涼介。 |
| 9    | 2019年04月21日 | CPT「THE MIX UP」 Day1 振り返り！ | ストリートファイターV                                                               | ゲスト：国定涼介。キャミィのTシャツを着用。 |
| SP   | 2019年04月21日 | CAPCOM Pro Tour「THE MIXUP」Day.2 ライブ配信                                                                                             | ストリートファイターV                                                               | 最高同時接続視聴者数:890人。豪鬼Tシャツ着用。前日睡眠時間は２時間。奥村メモは前日分からアップデートされていた。 |
| 10   | 2019年04月21日 | CPT「THE MIX UP」 Day2 振り返り！ | ストリートファイターV                                                               | 番組終了時の「いいとも」の声掛け初登場。豪鬼のTシャツを着用。 |
| 11   | 2019年04月27日 | ストＶで、各キャラの技を出しながら技名を覚えてみる！                                                                                     | ストリートファイターV                                                               | 次のキャラを学習。ザンギエフ、レインボー・ミカ、バーディ、ベガ、ガイル、メナト、アビゲイル。平成最後の配信。 |
| 12   | 2019年05月06日 | 忖度ラウンジ企画！ 奥村連勝確定対戦会！                                                                                                  | ストリートファイターV                                                               | 途中機材トラブルや彼女の集中力トラブルが発生したが、合計50勝達成。令和最初の配信。 |
| 13   | 2019年05月11日 | 今回は私が教え役！？格ゲー初心者が来ます！                                                                                               | ストリートファイターV                                                               | ゲスト：畑めぐみ。ユリアンの褌コマンドを学習。CAPCOM Pro Tour OFFICIAL STREAMERのロゴを貰ったことを報告。 |
| 14   | 2019年05月18日 | アケコンをカスタマイズします！ | ストリートファイターV                                                               | コントローラーカスタマイズ後、ブランカのEXバーチカルローリングの練習を行った。 |
| SP   | 2019年05月25日 | CAPCOM Pro Tour「Combo Breaker」Day.1 ライブ配信                                                                                         | ストリートファイターV                                                               | 北米大会のため、深夜２時から配信開始。奥村メモは前回からアップデートされていた。 |
| 15   | 2019年05月25日 | CAPCOM Pro Tour「Combo Breaker」Day.1 振り返り                                                                                           | ストリートファイターV                                                               | ヒットボックスが話題になった。リュウのTシャツを着用。 |
| SP   | 2019年05月25日 | CAPCOM Pro Tour「Combo Breaker」Day.2 ライブ配信                                                                                         | ストリートファイターV                                                               | ゲスト：国定涼介（実況解説） |
| 16   | 2019年05月26日 | CAPCOM Pro Tour「Combo Breaker」Day.2 振り返り                                                                                           | ストリートファイターV                                                               | キャミィのTシャツを着用。 |
| SP   | 2019年05月26日 | CAPCOM Pro Tour「Combo Breaker」Day.3 ライブ配信                                                                                         | ストリートファイターV                                                               | ゲスト：国定涼介（実況解説） |
| 17   | 2019年05月26日 | CAPCOM Pro Tour「Combo Breaker」Day.3 振り返り                                                                                           | ストリートファイターV                                                               | ゲスト：国定涼介。キャミィのTシャツを着用。 |
| 18   | 2019年06月01日 | ストリートファイターリーグに向けて改めて練習します！                                                                                     | ストリートファイターV                                                               | 対空や確定反撃など、ストリートファイターの基礎練習を行った。 |
| SP   | 2019年06月08日 | CAPCOM Pro Tour「Taipei Major」Day.1 ライブ配信                                                                                          | ストリートファイターV                                                               | ゲスト：国定涼介（実況解説） |
| 19   | 2019年06月09日 | CPT「Taipei Major」Day.1 振り返り！ | ストリートファイターV                                                               | 卵がけごはんを初めて食べた(初TKG)。その時の視聴者は290人を超えていた。リュウのTシャツ着用。 |
| SP   | 2019年06月09日 | CAPCOM Pro Tour「Taipei Major」Day.2 ライブ配信                                                                                          | ストリートファイターV                                                               | 休憩時間にケンがストリートファイターのラウンジを開いた。配信を観に来るファンは「村人」と呼ばれることになった。彼女は村長、ケンは番犬という設定になった。                                                               |
| 20   | 2019年06月09日 | CPT「Taipei Major」Day.2 振り返り！ | ストリートファイターV                                                               | 漫画家の雑君保プがTaipei Majorライブ配信中に描いた彼女とケンの絵が話題になった。リュウのTシャツ着用。 |
| 21   | 2019年06月13日 | ストリートファイターリーグ参戦直前！練習配信！                                                                                           | ストリートファイターV                                                               | ５時間程度トレーニングを行なった。 |
| 22   | 2019年06月16日 | ストリートファイターリーグ ARCADE 観戦報告！                                                                                             | ストリートファイターV                                                               | 始めてシリーズ：ハンバーガー編(ベーコンエッグバーガー)。Komachi-DOJO開設。 |
| 23   | 2019年06月22日 | ストリートファイターリーグCOLLEGE ライブ配信!!                                                                                           | ストリートファイターV                                                               | ストリートファイターリーグ COLLEGE JP出場。公式戦初勝利。所属チームの「もやしが好きです」は準優勝。 |
| 24   | 2019年06月27日 | 祝!! サムライスピリッツ発売！ 初日配信!!                                                                                                 | サムライスピリッツ                                                                  | 始めてシリーズ：牛丼。牙神幻十郎とタムタムを使用キャラクターとすることにした。 |
| SP   | 2019年06月28日 | CAPCOM Pro Tour「CEO 2019」Day.1 ライブ配信                                                                                              | ストリートファイターV                                                               | ゲスト：国定涼介（実況解説） |
| 25   | 2019年06月29日 | CPT「CEO2019」Day.1 振り返り!! | ストリートファイターV                                                               | Playstation祭 Tokyo で現地配信を行うことを公表。キャミィのTシャツを着用。 |
| SP   | 2019年06月29日 | CAPCOM Pro Tour「CEO 2019」Day.2 ライブ配信                                                                                              | ストリートファイターV                                                               | 勉強を行った後にライブ配信に臨んだ。 |
| 26   | 2019年06月30日 | CPT「CEO2019」Day.2 振り返り!! | ストリートファイターV                                                               | ケンがエリマキトカゲと呼んだ服が話題に上がった。SFLパーカー着用。 |
| SP   | 2019年06月30日 | CAPCOM Pro Tour「CEO 2019」Day.3 ライブ配信                                                                                              | ストリートファイターV                                                               | SFLパーカー着用。 |
| 27   | 2019年07月01日 | CPT「CEO2019」Day.3 振り返り!! | ストリートファイターV                                                               | 配信映えのために、SFLパーカーを表裏逆に着用した。 |
| SP   | 2019年07月06日 | CAPCOM Pro Tour「Game Over 2019」Day.1 ライブ配信                                                                                        | ストリートファイターV                                                               | ゲスト：国定涼介（実況解説）。多数の応援歌が登場。一時ルーザーズに落ちた時間があった。 |
| 28   | 2019年07月07日 | CPT「GameOver」 Day.1 振り返り！ | ストリートファイターV                                                               | ゲスト：国定涼介 |
| SP   | 2019年07月08日 | CAPCOM Pro Tour「Game Over 2019」Day.2 ライブ配信                                                                                        | ストリートファイターV                                                               | 早朝６時からの配信にもかかわらず多数の視聴者が参加した。 |
| 29   | 2019年07月08日 | CPT「GameOver」 Day.2 振り返り！ | ストリートファイターV                                                               | プロゲーマー藤村用の新しい応援歌を作成。 |
| 30   | 2019年07月13日 | SFL予選に向けてレベルアップ！ 練習配信！！                                                                                               | ストリートファイターV                                                               | ラジオコーナー開設 |
| 31   | 2019年07月15日 | PlayStation祭TOKYO 現地配信！！ | ストリートファイターV                                                               | 初めての現地配信を行った。 |
| SP   | 2019年07月15日 | 緊急現地配信!! ストリートファイターリーグ 立川会場!!                                                                                     | ストリートファイターV                                                               | アーケードJP、店舗予選タイトーステーション 立川会場：所属チーム「もやしが好きです」優勝。 |
| 32   | 2019年07月19日 | 祝！SFL立川予選優勝記念 感謝配信！ | ストリートファイターV                                                               | 各方面への感謝を配信内で伝えていた。 |
| SP   | 2019年07月20日 | CAPCOM Pro Tour 「VS Fighting」 Day.1 ライブ配信                                                                                         | ストリートファイターV                                                               | ゲスト：国定涼介。春麗のTシャツを着用。 |
| 33   | 2019年07月21日 | CPT「VS Fighting」Day.１ 振り返り！ | ストリートファイターV                                                               | 奥村EYE(大会記録メモ)活躍。是空のTシャツを着用。初めてシリーズ：カツ丼。 |
| SP   | 2019年07月21日 | CAPCOM Pro Tour 「VS Fighting」 Day.2 ライブ配信                                                                                         | ストリートファイターV                                                               | 是空のTシャツを着用。 |
| 34   | 2019年07月21日 | CPT「VS Fighting」Day.2 振り返り！ | ストリートファイターV                                                               | 昇竜拳コマンドのTシャツを着用。 |
| 35   | 2019年07月26日 | ストリートファイターVAEルーキーズキャラバン2019埼玉大会 現地配信‼︎                                                                        | ストリートファイターV                                                               | 公式配信前の状況を配信した。 |
| SP   | 2019年08月01日 | 特別編 お散歩配信‼︎ | (-)                                                                                 | EVO2019のライブ配信を翌日に控え、夏の暑い中外で配信を行った。 |
| SP   | 2019年08月03日 | CAPCOM Pro Tour 「EVO2019」 Day.1 ライブ配信                                                                                             | ストリートファイターV                                                               | ベガのTシャツを着用。ルーキーズキャラバン広島大会参加のため途中で離脱。その後相方のケンが配信を担当。 |
| SP   | 2019年08月04日 | CAPCOM Pro Tour 「EVO2019」 Day.2 ライブ配信                                                                                             | ストリートファイターV                                                               | ゲスト：国定涼介。 |
| 36   | 2019年08月05日 | CPT「EVO2019」Day.１・２振り返り!! | ストリートファイターV                                                               | 応援歌の一部が本人に公認されたことを報告。 |
| SP   | 2019年08月05日 | CAPCOM Pro Tour 「EVO2019」 Day.3 ライブ配信                                                                                             | ストリートファイターV                                                               | DoubleK.OのTシャツ着用。ボンちゃん選手優勝。 |
| 37   | 2019年08月05日 | CPT「EVO2019」Day.3 振り返り!! | ストリートファイターV                                                               | ダルシムのTシャツ着用。彼女自身で個人配信を行う予定であることを連絡。 |
| 38   | 2019年08月09日 | ストV 新キャラ & コーリン 練習配信!! | ストリートファイターV                                                               | 次の２件を報告。①ルーキズキャラバン熊本出場決定 ②アジアプレミア出場決定 |
| 39   | 2019年08月17日 | Happy Birthday Mami！でも容赦なく練習！                                                                                                  | ストリートファイターV                                                               | 彼女の誕生日。出演：畑めぐみ、関口まじめ(アモーン)、しのぶ |
| 40   | 2019年08月24日 | 新メイン コーリン強化大作戦!! 練習配信!!                                                                                                 | ストリートファイターV                                                               | 奥村カメラのコーナー登場。 |
| SP   | 2019年08月31日 | CAPCOM Pro Tour 「Celtic Throwdown」 Day.1 ライブ配信                                                                                    | ストリートファイターV                                                               | ゲスト：国定涼介、国定涼介の発言で彼女がマーライオンの様になった場面があった。 |
| 41   | 2019年09月01日 | CPT「Celtic Throwdown」Day.１ 振り返り!!                                                                                                 | ストリートファイターV                                                               | 奥村メモで大会をしっかり振り返った。ベガのTシャツを着用。 |
| SP   | 2019年09月01日 | CAPCOM Pro Tour 「Celtic Throwdown」 Day.2 ライブ配信                                                                                    | ストリートファイターV                                                               | ボンちゃん選手、出場プレミア4連勝達成。 |
| 42   | 2019年09月02日 | CPT「Celtic Throwdown」Day.２ 振り返り!!                                                                                                 | ストリートファイターV                                                               | タイガーアッパーカットのモノマネをして首を痛めた。昇龍拳のTシャツ着用。 |
| SP   | 2019年09月06日 | 特別編 外食配信!! | (-)                                                                                 | オールナイトニッポン0収録後に食事をしながら配信した。 |
| 42.5 | 2019年09月07日 | CPTの時間が変わったから急遽ラウンジやっちゃうｗｗ                                                                                        | ストリートファイターV                                                               | ChampionのTシャツ着用。90分ラウンジを開いてコーリンのトレーニングを行った。 |
| SP   | 2019年09月07日 | CAPCOM Pro Tour 「PPL Fighter Masters 2019」 Day.1 ライブ配信                                                                            | ストリートファイターV                                                               | DoubleK.OのTシャツ着用。ケンが買ってくる夕食を予想し、それはうなぎであった。 |
| 43   | 2019年09月07日 | CPT「PPL Fighter Masters 2019」Day.１振り返り！                                                                                          | ストリートファイターV                                                               | ラジオ初出演前の配信であった。 |
| SP   | 2019年09月08日 | CAPCOM Pro Tour 「PPL Fighter Masters 2019」 Day.2 ライブ配信                                                                            | ストリートファイターV                                                               | 是空のTシャツ着用。 |
| 44   | 2019年09月08日 | CPT「PPL Fighter Masters 2019」Day.２振り返り！                                                                                          | ストリートファイターV                                                               | 恋バナ回。 |
| 45   | 2019年09月09日 | Asia Premier に向けて練習！そして…あの対戦映像も公開！                                                                                   | ストリートファイターV                                                               | オールナイトニッポン収録時の歌広場淳との対戦映像を公開。 |
| SP   | 2019年09月14日 | CPT AsiaPremier Day 1 現地ライブ配信 | ストリートファイターV                                                               | 現地でしか見られない試合を生配信した。 |
| SP   | 2019年09月15日 | CPT AsiaPremier Day ２ 現地ライブ配信 | ストリートファイターV                                                               | 現場にいるかのような臨場感のある配信を行った。 |
| 46   | 2019年09月16日 | AsiaPremier振り返り！そして次の目標へ！                                                                                                  | ストリートファイターV                                                               | 21時から27時まで6時間に渡ってトレーニングを行った。 |
| 47   | 2019年09月23日 | コーリンの対空を大特訓!! →↓↘も大反復練習！                                                                                               | ストリートファイターV                                                               | 東京ゲームショウ2019でSIEブースを見学した様子を公開。奥村カメラのコーナー名がオクムラメラに。 |
| 48   | 2019年09月30日 | コーリンのVトリガーを練習！ Vトリ２を余す事なく使えるように♪                                                                             | ストリートファイターV                                                               | eスポーツマガジンに取材が掲載されたことを報告。 |
| 49   | 2019年10月04日 | コーリンの起き攻めを練習!! | ストリートファイターV                                                               | オクムラメラのコーナーで彼女の幼少期の写真を公開。 |
| SP   | 2019年10月12日 | CAPCOM Pro Tour 「SEA MAJOR 2019」 Day.1 ライブ配信                                                                                      | ストリートファイターV                                                               | SFLパーカーを着用。ふ〜ど選手優勝。11時間超に及ぶ配信であった。 |
| 50   | 2019年10月13日 | CPT「SEA Major 2019」振り返り!! | ストリートファイターV                                                               | 祝50回配信達成。 |
| SP   | 2019年10月13日 | CAPCOM Pro Tour 「SEA MAJOR 2019」 Day.2 ライブ配信                                                                                      | ストリートファイターV                                                               | リュウのTシャツ着用。藤村選手優勝。 |
| 51   | 2019年10月14日 | CPT「SEA Major 2019」Day.２振り返り!! | ストリートファイターV                                                               | 言葉遊び中に"くむらま"誕生。 |
| 52   | 2019年10月17日 | ストリートファイターリーグ 第1節 応援配信!!                                                                                              | ストリートファイターV                                                               | ストリートファイターリーグの応援配信後に練習を行なった。 |
| SP   | 2019年10月18日 | CAPCOM Pro Tour 「EGX2019」 Day.１ ライブ配信                                                                                            | ストリートファイターV                                                               | ゲスト：国定涼介。SFLパーカー着用。 |
| 53   | 2019年10月19日 | CPT「EGX2019」 Day.１振り返り!! | ストリートファイターV                                                               | プロゲーマーからSNSをフォローされたことが話題になった。 |
| SP   | 2019年10月19日 | CAPCOM Pro Tour 「EGX2019」 Day.２ ライブ配信                                                                                            | ストリートファイターV                                                               | オープンプレミア、BigBird選手優勝。 |
| 54   | 2019年10月20日 | CPT「EGX2019」 Day.２振り返り!! | ストリートファイターV                                                               | 長めの冒頭エピソードトーク回。 |
| SP   | 2019年10月20日 | CAPCOM Pro Tour 「EGX2019」 Day.３ ライブ配信                                                                                            | ストリートファイターV                                                               | 地域決勝トーナメント、BigBird選手優勝。 |
| 55   | 2019年10月21日 | CPT「EGX2019」 Day.３振り返り!! | ストリートファイターV                                                               | 外国人選手だけの大会であったが、配信は盛り上がっていた。 |
| 56   | 2019年10月25日 | 今夜は「ストV」と「ぷよぷよ」の2本立て練習!!                                                                                             | ストリートファイターV ぷよぷよeスポーツ                                             | 五反田大運動会で司会を行うため、ぷよぷよの練習を行った。 |
| SP   | 2019年10月26日 | CAPCOM Pro Tour 「First Attack 2019」 Day.１ ライブ配信                                                                                  | ストリートファイターV                                                               | 地域オープン大会、Punk選手優勝。ベガのTシャツ着用。 |
| 57   | 2019年10月26日 | CPT「First Attack 2019」Day.１ 振り返り!!                                                                                                | ストリートファイターV                                                               | 彼女の生活にストリートファイターが浸透しているエピソードの回。 |
| SP   | 2019年10月27日 | CAPCOM Pro Tour 「First Attack 2019」 Day.２ ライブ配信                                                                                  | ストリートファイターV                                                               | 中南米地域決勝、Zenith選手優勝。豪鬼のTシャツ着用。 |
| 58   | 2019年10月28日 | CPT「FirstAttack2019」Day.２ 振り返り!!                                                                                                  | ストリートファイターV                                                               | 相方のケンの配信時の出来事が話題になった。 |
| 59   | 2019年11月01日 | 「ストV」と「ぷよぷよ」で時差調整！CPT「Canada Cup 2019」前日配信！                                                                      | ストリートファイターV ぷよぷよeスポーツ                                             | ストリートファイターリーグの応援配信後練習ではラウンジを開き、良い動きを見せた。 ぷよぷよではスマホで写真を撮って積み方を考えながらプレーした。                                                                        |
| SP   | 2019年11月02日 | CAPCOM Pro Tour 「Canada Cup 2019」 Day.１ ライブ配信                                                                                    | ストリートファイターV                                                               | ゲスト：国定涼介。SFLパーカー着用。 |
| SP   | 2019年11月04日 | CAPCOM Pro Tour 「Canada Cup 2019」 Day.２ ライブ配信                                                                                    | ストリートファイターV                                                               | ときど選手優勝。DoubleKOのTシャツに新調したジャケットを着用。 |
| 60   | 2019年11月09日 | 今回はストV関連盛りだくさん！ ANN0「歌広場淳vs瀧上」対戦映像公開！ CPT「CanadaCup2019」振り返り！ コーリン一休み。アノキャラ使ってみる！ | ストリートファイターV                                                               | 初めて豪鬼を練習。 |
| 61   | 2019年11月16日 | 「NARF」ライブ配信前にダイヤモンド国定と遊ぼう！                                                                                         | ストリートファイターV ぷよぷよeスポーツ                                             | ゲスト：国定涼介。ストリートファイターのさまざまなキャラを使用した対戦、ぷよぷよeスポーツを遊んだ。 |
| SP   | 2019年11月16日 | CAPCOM Pro Tour 「North America Regional Final」 Day.１ ライブ配信                                                                       | ストリートファイターV                                                               | ゲスト：国定涼介。波動拳Tシャツ着用。北米地域オープン大会、HotDog選手優勝。 |
| 62   | 2019年11月17日 | CAPCOM Pro Tour「North America Regional Final」Day.１振り返り‼                                                                           | ストリートファイターV                                                               | 家具の配置の話で盛り上がった。 |
| SP   | 2019年11月17日 | CAPCOM Pro Tour 「North America Regional Final」 Day.２ ライブ配信                                                                       | ストリートファイターV                                                               | 北米地域決勝、NuckleDu選手優勝。SFVシャツ着用。 |
| 63   | 2019年11月23日 | 奥村杯.１を詳しくご案内！CAPCOM STORE TOKYO で大会賞品をお買い物！                                                                       | ストリートファイターV                                                               | 奥村杯入賞者への賞品をCAPCOM STORE TOKYOで購入する様子を公開。コーリンのCAコンボを練習。 |
| 64   | 2019年11月30日 | ストリートファイターVAE オンライン大会 奥村杯１                                                                                          | ストリートファイターV                                                               | 初主催大会にもかかわらず、大成功を収めた。 |
| 65   | 2019年12月06日 | 奥村杯の成功とSFLの熱狂に感謝！御礼配信！                                                                                                | ストリートファイターV                                                               | ストリートファイターリーグの会場・アフターパーティーでの出来事などを報告。 |
| 66   | 2019年12月06日 | TOPANGAチャリティへ向けて練習！メンバー集合！                                                                                            | ストリートファイターV                                                               | TOPANGAチャリティに向けてメンバー5人で合同練習を行った。ゲスト：ナガシマパイナポー、国定涼介、斗澤康秋、岬康星 |
| 66.5 | 2019年12月14日 | CAPCOM CUP 2019 LCQ akikiさんの現地配信を見ながら応援配信！                                                                              | ストリートファイターV                                                               | 現地配信を視聴しながら選手を応援した。 |
| SP   | 2019年12月15日 | CAPCOM CUP 2019 LCQ TOP24 | ストリートファイターV                                                               | CapcomFightersのYoutubeチャンネルで配信を行うことになったため、ミラー配信を行った。 |
| SP   | 2019年12月15日 | CAPCOM CUP 2019 TOP32 → TOP16 & SFL World Championship ライブ配信！                                                                      | ストリートファイターV                                                               | SFL World Championshipはマゴスカーレット優勝。キャミィのTシャツ着用。 |
| SP   | 2019年12月16日 | CAPCOM CUP 2019 TOP16 → Grand Finals | ストリートファイターV                                                               | iDom選手優勝。コーリンのTシャツ着用。 |
| SP   | 2019年12月21日 | 「Red Bull KUMITE JAPAN」Day.１ Last Chance Qualify」ライブ配信                                                                          | ストリートファイターV                                                               | ストーム久保選手優勝。日本初開催のRed Bull Kumite（レッドブル・クミテ）のライブ配信を行った。優勝決定戦は激闘であった。                                                                                                |
| SP   | 2019年12月22日 | 「Red Bull KUMITE JAPAN」Day.２ TOP16 Tournament ライブ配信                                                                              | ストリートファイターV                                                               | 藤村選手優勝。２連覇であった。 |
| 67   | 2019年12月28日 | TOPANGAチャリティーCUP 現地配信！ | ストリートファイターV                                                               | ストリートファイターリーグのビギナークラスを中心としたチーム「奥村姫と下僕達」の対戦の様子および現地でしか見られない試合の配信を行った。チームメンバー：クニサダ、オクムラ、ナガシマパイナポー、ミサキ、トザワ         |
| 68   | 2019年12月29日 | ストリートファイターVAE オンライン大会 奥村杯Light                                                                                       | ストリートファイターV                                                               | ３つのクラスに分けてトーナメントが行われた。彼女はコーリンを使用し、"０−３ウルトラブロンズ以下クラス"で４位という成績を収めた。                                                                                        |
| 69   | 2020年01月06日 | あけましておめでとうございます!! 新年配信初め！                                                                                          | ストリートファイターV                                                               | 年末年始のエピソードが沢山あったため、配信ダイジェストは前後編が作成された。 |
| 70   | 2020年01月10日 | チーム「もやしが好きです」再集結！ shuto選手 & カワノ選手 登場！                                                                         | ストリートファイターV                                                               | ゲスト二人にストリートファイターリーグの時の話など沢山の質問をして盛り上がった。 |
| 71   | 2020年01月11日 | 実戦経験増強大作戦!! オフ対戦やったり ラウンジやったり!!                                                                                 | ストリートファイターV                                                               | 彼女とラウンジで戦ったコーリンのプレイヤーが有名プレイヤーの弟であった。 |
| 72   | 2020年01月18日 | ある日に備えてストV練習！今週はもう１本！奥村が1-2 Switchをプレイするってよ！                                                            | ストリートファイターV 1-2-Switch                                                    | 冒頭のトークは食べ物の話をたくさん披露。ストリートファイターの練習の後はイッヌと1-2 Switchを楽しくプレイした。ダイジェストは前後編が作成された。                                                                       |
| 73   | 2020年01月25日 | ガチくんに！で成長を見せよう！ １/３１に向けてストV練習 ＋１はポッ拳をプレイ！                                                           | ストリートファイターV ポッ拳                                                        | 翌週のガチくんに！の出演に向けてコーリンを練習。後に以前から言及していたポッ拳を初配信。ポッ拳の世界チャンピオンがコメント欄に登場した。イッヌは配信後にポッ拳を購入した。                                             |
| 74   | 2020年01月26日 | EVO JAPAN 2020 ストVAE TOP８ 現地配信 | ストリートファイターV                                                               | ナウマン選手優勝。現地の熱気を配信した。現地で販売しているチュロスが話題になった。 |
| 75   | 2020年02月01日 | ストリートファイターVAE オンライン大会 奥村杯Light２                                                                                     | ストリートファイターV                                                               | 注目の選手が初参加した。大会終了後、彼女は熱が入りコーリンの練習を行なった。配信時間は８時間を超えていた。 |
| 76   | 2020年02月08日 | グランブルーファンタジーVS 練習配信！ | グランブルーファンタジーヴァーサス ロードランナーレガシー                           | グランブルーファンタジーヴァーサスではこれまでの格闘ゲームの経験から、初見キャラクターの技を容易に出せていた。ロードランナーレガシーでは彼女らしい数多くの名場面が誕生した。                                           |
| 77   | 2020年02月18日 | ストVCEリリース！ セスいじり!! | ストリートファイターV                                                               | 前半ではTOPANGA CHAMPIONSHIPを視聴しながら配信を行なった。後半では次回のゲスト、彼女個人のYoutubeチャンネルで、ラジオ形式のYoutube配信「オクムラジオ」を開始することを発表。その後、配信されたばかりのセスを練習した。 |
| 78   | 2020年02月22日 | スタダGG！若松来海さん御来村 仲良く練習！！                                                                                              | ストリートファイターV ロードランナーレガシー                                        | ゲスト：若松来海。前半は若松来海にイッヌがキャミィの基礎を伝授。後半はコーリンの練習とロードランナーレガシーをプレイした。浅井企画ゲーム部スペシャル 「セガなま」３連勝記念配信の司会進行を行うことを発表。            |
| 79   | 2020年02月29日 | ゲームをプレイしながら…１週間を振り返る!!                                                                                                | ストリートファイターV 龍が如く７                                                    | ストリートファイターはラウンジ対戦を行い、龍が如く７はストーリーを進めてミニゲームをプレイした。オクムラジオ、浅井企画ゲーム部スペシャル、ガチくんに！の振り返りも行なった。                                           |
| 80   | 2020年03月07日 | もう一度、基本を見直そう！ストV練習！！                                                                                                  | ストリートファイターV ロードランナーレガシー                                        | 写真と動画でその週の出来事を公開。Intel World Openの登録も行った。ロードランナーレガシーでは全面クリアを達成した。最後に要塞を羊羹と読み間違えた。                                                                     |
| 81   | 2020年03月14日 | Intel World Openに向けて、ストV練習！ | ストリートファイターV 弟切草                                                        | 前日のガチくんに！出演時のエピソードや当日のプライベートについて報告。後半は弟切草をエンディングまでプレーした。 |
| 82   | 2020年03月21日 | 「ガチくんに！」配信に向けてストV直前練習!!                                                                                              | ストリートファイターV                                                               | 熱戦のSFL2019のグランドファイナルから1年、スーパーブロンズにランク昇格した。後にガチくんに！に出演した。 |
| 83   | 2020年03月28日 | SFL2020トライアウト Day１挑戦!! | ストリートファイターV                                                               | SFL2020トライアウト Day1に挑戦。自宅でハンドクラップにハマり過ぎて筋肉痛になったことを報告。アパレルメーカーのHIVEが4月後半に行われる奥村杯のスポンサーとなることを発表。                                              |
| 83.5 | 2020年03月28日 | 流れ星 瀧上 マスターランクチャレンジ！！                                                                                                 | ストリートファイターV                                                               | 流れ星の瀧上伸一郎が急遽出演し、MASTERランクにチャレンジした。 |
| 84   | 2020年03月29日 | SFL2020トライアウト Day２挑戦!! | ストリートファイターV                                                               | SFL2020トライアウト Day2に挑戦。後半には前日に続き、瀧上伸一郎が急遽出演した。 |
| 85   | 2020年04月04日 | 奥村とゲームで遊ぼう!! | ストリートファイターV バイオハザードレジスタンス                                    | 朝まで四千頭身の配信番組を見て寝不足になった話を披露。 |
| 86   | 2020年04月11日 | バイオハザードで遊ぼう!! | バイオハザードレジスタンス Baba is You                                              | バイオハザードレジスタンスとBaba is Youをプレーした。 |
| 87   | 2020年04月18日 | 奥村杯2 Supported by HIVE | ストリートファイターV                                                               | アパレルブランドのHIVEが大会に協賛し大会をサポートした。Tシャツのプレゼント企画も行われた。 |
| 88   | 2020年04月25日 | 今一度つかってみよう！ブランカちゃん！                                                                                                   | ストリートファイターV                                                               | 奥村杯2で活躍が目立ったブランカを再び練習した。使用コントローラーは引き続きゲームパッドを使用する形で練習を行った。 |
| 89   | 2020年05月02日 | ストV 習ったブランカを反復練習！ | ストリートファイターV バイオハザードレジスタンス                                    | オンライン飲み会でゲームをプレーした話を披露。後半はバイオハザードレジスタンスをプレーした。 |
| 90   | 2020年05月09日 | 今週もブランカを練習 +１はアトリエ！！                                                                                                   | ストリートファイターV ライザのアトリエ                                              | 最近買ったゲーミングPCのおかげで充実のゲーミングライフを送っている話を披露。後半はライザのアトリエをプレーした。 |
| 91   | 2020年05月16日 | 奥村のお手並み拝見！フォートナイト | ストリートファイターV フォートナイト                                                | ストリートファイターでは自身のプレーをCFNで振り返った。フォートナイトでは、その腕前を披露した。カメラの角度に工夫が凝らされた。                                                                                        |
| 92   | 2020年05月23日 | ストVもフォトナも頑張ります！ | ストリートファイターV フォートナイト                                                | 前日にカフェインの摂り過ぎの話題や、ヘアバンドの話をしている最中に靴底が取れた。 |
| 93   | 2020年05月30日 | フォートナイトをアレコレ♪ストV練習の後ね                                                                                                 | ストリートファイターV フォートナイト                                                | ストリートファイターはラウンジを開き、フォートナイトではエイム調整や建築の練習を行った。 |
| 94   | 2020年06月06日 | 浅井エイミー倶楽部始動！ストVもやるよ！                                                                                                  | ストリートファイターV フォートナイト                                                | 前半はストリートファイターVのランクマッチ、ラウンジを行った。ランクマッチでは５連勝を達成。後半は『浅井エイミー倶楽部』のメンバーでフォートナイトの練習を行った。                                                      |
| SP   | 2020年06月13日 | CAPCOM Pro Tour Online 2020 East Europe & Middle East ① Day.1                                                                            | ストリートファイターV                                                               | 3900M209選手が注目を集めた。 |
| SP   | 2020年06月14日 | CAPCOM Pro Tour Online 2020 East Europe & Middle East ① Day.2                                                                            | ストリートファイターV                                                               | 優勝：Phenom選手 |
| SP   | 2020年06月21日 | CAPCOM Pro Tour Online 2020 North America East ① Day.1                                                                                   | ストリートファイターV                                                               | CapcomCup2019優勝者iDom選手もトーナメントに参戦した。 |
| SP   | 2020年06月22日 | CAPCOM Pro Tour Online 2020 North America East ① Day.2                                                                                   | ストリートファイターV                                                               | 優勝：DR MANDRAKE選手 |
| 95   | 2020年06月27日 | Thrustmaster アンバサダー就任記念生配信！                                                                                                | ストリートファイターV                                                               | フランス「ギユモ」社のゲーミングデバイスブランドThrustmaster のアンバサダーに就任したことを発表。 |
| SP   | 2020年06月27日 | CAPCOM Pro Tour Online 2020 Southeast Asia ① Day.1                                                                                       | ストリートファイターV                                                               | ゲスト：キチパ選手(チームLaplace所属)、Pすけ。Xianと、そのXianを昨日Losersに落としたPOTATOに注目していた。 |
| SP   | 2020年06月28日 | CAPCOM Pro Tour Online 2020 Southeast Asia ① Day.2                                                                                       | ストリートファイターV                                                               | 優勝：SKZ選手 |
| SP   | 2020年07月05日 | CAPCOM Pro Tour Online 2020 South America ① Day.1                                                                                        | ストリートファイターV                                                               | TOP8はベガ、G、バイソン、コーリン、ブランカ、ダルシム、ラシードとバラエティに富んだキャラクターを使用する選手が残った。                                                                                                |
| SP   | 2020年07月06日 | CAPCOM Pro Tour Online 2020 South America ① Day.2                                                                                        | ストリートファイターV                                                               | 優勝：Pikoro選手 |
| 96   | 2020年07月11日 | ストリートファイターV オンライン大会 「奥村杯 Light 3」                                                                                  | ストリートファイターV                                                               | ゲスト：Pすけ。視聴者の親子対決など熱戦の連続だった。 |
| SP   | 2020年07月18日 | CAPCOM Pro Tour Online 2020 Europe West ① Day.1                                                                                          | ストリートファイターV                                                               | 有力選手が多い中、彼女はLuffy注目していた。 |
| SP   | 2020年07月19日 | CAPCOM Pro Tour Online 2020 Europe West ① Day.2                                                                                          | ストリートファイターV                                                               | 優勝：TAKAMURA選手 |
| 97   | 2020年07月23日 | キチパ×奥村茉実コラボ企画 奥村茉実、ザンギだらけの100戦チャレンジ Day.1                                                                  | ストリートファイターV                                                               | 何回もザンギエフに投げられながらも60戦戦い抜いた。 |
| 98   | 2020年07月31日 | キチパ×奥村茉実コラボ企画 奥村茉実、ザンギだらけの100戦チャレンジ Day.2                                                                  | ストリートファイターV                                                               | 配信前の出来事と練習のおかげでキレのある動きとなった。90戦まで終えた。 |
| SP   | 2020年08月02日 | CAPCOM Pro Tour Online 2020 Central America ① Day.1                                                                                      | ストリートファイターV                                                               | 朝８時からの配信であった。強豪プレイヤーが順当にTOP8に進出。 |
| SP   | 2020年08月03日 | CAPCOM Pro Tour Online 2020 Central America ① Day.2                                                                                      | ストリートファイターV                                                               | 優勝：CABA選手 |
| 99   | 2020年08月04日 | キチパ×奥村茉実コラボ企画 奥村茉実、ザンギだらけの100戦チャレンジ Day.3                                                                  | ストリートファイターV                                                               | ザンギ100戦を終えた後キチパ選手と対戦した。その後キチパ選手とプロゲーマーの竹内ジョン選手とのスペシャルマッチが行われた。                                                                                              |
| 100  | 2020年08月07日 | 配信100回記念企画！奥村軍vsイッヌ軍 ドラフト選抜対抗戦                                                                                   | ストリートファイターV                                                               | 定期配信100回を記念して、奥村軍vsイッヌ軍に分かれて配信当日にドラフトを行い対抗戦を行った。 |
| SP   | 2020年08月16日 | CAPCOM Pro Tour Online 2020 North America West ① Day.1                                                                                   | ストリートファイターV                                                               | |
| SP   | 2020年08月17日 | CAPCOM Pro Tour Online 2020 North America West ① Day.2                                                                                   | ストリートファイターV                                                               | 優勝：Nephew選手 |
| SP   | 2020年08月30日 | CAPCOM Pro Tour Online 2020 North America East ② Day.1                                                                                   | ストリートファイターV                                                               | |
| SP   | 2020年08月31日 | CAPCOM Pro Tour Online 2020 North America East ② Day.2                                                                                   | ストリートファイターV                                                               | 優勝：Smug選手 |
| 101  | 2020年09月03日 | 明後日から新装開店！チャンネルお引越し配信                                                                                               | リングフィット アドベンチャー                                                       | |
| 102  | 2020年09月05日 | 新装開店！浅井企画ゲーム部chから初配信！                                                                                                 | ストリートファイターV ウルトラストリートファイターII ザ・ファイナルチャレンジャーズ | |
| SP   | 2020年09月12日 | CAPCOM Pro Tour Online 2020 East Europe & Middle East ② Day.1                                                                            | ストリートファイターV                                                               | |
| SP   | 2020年09月13日 | CAPCOM Pro Tour Online 2020 East Europe & Middle East ② Day.2                                                                            | ストリートファイターV                                                               | 優勝：AngryBird選手 |
| SP   | 2020年09月20日 | CAPCOM Pro Tour Online 2020 South East Asia ② Day.2                                                                                      | ストリートファイターV                                                               | 優勝：Xian選手 |
| SP   | 2020年09月27日 | CAPCOM Pro Tour Online 2020 South America ② Day.1                                                                                        | ストリートファイターV                                                               | |
| 103  | 2020年09月27日 | ストリートファイターリーグ Pro-Jp 2020 第1節 奥村Eyeで振り返り！                                                                         | ストリートファイターV                                                               | |
| SP   | 2020年09月28日 | CAPCOM Pro Tour Online 2020 South America ② Day.2                                                                                        | ストリートファイターV                                                               | 優勝：Jah_lexe選手 |
| 104  | 2020年10月03日 | 奥村軍vsイッヌ軍ドラフト選抜対抗戦② | ストリートファイターV                                                               | |
| 105  | 2020年10月03日 | ストリートファイターリーグ Pro-Jp 2020 第2節 奥村Eyeで振り返り！                                                                         | ストリートファイターV                                                               | |
| 106  | 2020年10月10日 | ストリートファイターリーグ Pro-Jp 2020 第3節 奥村Eyeで振り返り！                                                                         | ストリートファイターV                                                               | |
| SP   | 2020年10月10日 | CAPCOM Pro Tour Online 2020 Europe West ② Day.1                                                                                          | ストリートファイターV                                                               | |
| SP   | 2020年10月11日 | CAPCOM Pro Tour Online 2020 Europe West ② Day.2                                                                                          | ストリートファイターV                                                               | 優勝：Infexious選手 |
| SP   | 2020年10月18日 | CAPCOM Pro Tour Online 2020 Central America ② Day.1                                                                                      | ストリートファイターV                                                               | |
| 107  | 2020年10月18日 | ストリートファイターリーグ Pro-Jp 2020 第4節 奥村Eyeで振り返り！                                                                         | ストリートファイターV                                                               | |
| SP   | 2020年10月19日 | CAPCOM Pro Tour Online 2020 Central America ② Day.2                                                                                      | ストリートファイターV                                                               | 優勝：MenaRD選手 |
| 108  | 2020年10月28日 | ストリートファイターリーグ Pro-Jp 2020 第5節 奥村Eyeで振り返り！                                                                         | ストリートファイターV                                                               | |
| 109  | 2020年10月31日 | ストリートファイターリーグ Pro-Jp 2020 第6節 奥村Eyeで振り返り！                                                                         | ストリートファイターV                                                               | |
| 110  | 2020年11月07日 | ストリートファイターリーグ Pro-Jp 2020 第7節 奥村Eyeで振り返り！                                                                         | ストリートファイターV                                                               | |
| SP   | 2020年11月07日 | CAPCOM Pro Tour Online 2020 China Day.1                                                                                                  | ストリートファイターV                                                               | |
| SP   | 2020年11月08日 | CAPCOM Pro Tour Online 2020 China Day.2                                                                                                  | ストリートファイターV                                                               | 優勝：Jiewa選手 |
| 111  | 2020年11月14日 | ストリートファイターリーグ Pro-Jp 2020 第8節 奥村Eyeで振り返り！                                                                         | ストリートファイターV                                                               | |
| SP   | 2020年11月14日 | CAPCOM Pro Tour Online 2020 Australia Day.1                                                                                              | ストリートファイターV                                                               | |
| SP   | 2020年11月15日 | CAPCOM Pro Tour Online 2020 Australia Day.2                                                                                              | ストリートファイターV                                                               | 優勝：Rumours選手 |
| SP   | 2020年11月22日 | CAPCOM Pro Tour Online 2020 North America West ② Day.1                                                                                   | ストリートファイターV                                                               | |
| SP   | 2020年11月23日 | CAPCOM Pro Tour Online 2020 North America West ② Day.2                                                                                   | ストリートファイターV                                                               | 優勝：Samurai選手 |
| 112  | 2020年11月14日 | ストリートファイターリーグ Pro-Jp 2020 第9節 奥村Eyeで振り返り！                                                                         | ストリートファイターV                                                               | |
| 113  | 2020年11月28日 | ストリートファイターリーグ Pro-Jp 2020 第10節 奥村Eyeで振り返り！                                                                        | ストリートファイターV                                                               | |
| 114  | 2020年11月28日 | 新作ゲームを遊んで魅力を伝えます！ | ゾイドワイルド キングオブブラスト                                                   | |
| 115  | 2020年12月05日 | ストVでGO！ | ストリートファイターV 電車でGO！！ はしろう山手線                                   | |

## 配信／ラジオ配信
ゲーム配信の他、ラジオ形式のYoutube配信を行う。
- おくむーるーむ（Twitch）（2020年10月 - 個人配信）
- おくむーるーむ（Youtube）（旧称：奥村茉実の家からぼっちでゲーム配信）（2019年8月5日 - 個人配信／2020年02月26日、オクムラジオ開始）
- ちーまみ（Youtube）（2020年6月29日 - ）
- 中村愛＆奥村茉実の楽しすぎてパオン♪（Youtube）（2020年6月29日 -）

| 配信開始日               | 配信タイトル                   |
| ------------------------ | ------------------------------ |
| 2020年09月02日、09日     | フォールガイズ                 |
| 2020年09月16日、23日     | オーバークック２               |
| 2020年10月07日、21日     | 1-2-Switch（ワンツースイッチ） |
| 2020年11月04日           | マリオカート8 デラックス       |
| 2020年11月18日、12月02日 | ARMS                           |

- タダで楽しんですみません（Twitch）（2020年10月08日 - ）

| 配信開始日     | 配信タイトル              |
| -------------- | ------------------------- |
| 2020年10月08日 | Paunch                    |
| 2020年10月15日 | False Front               |
| 2020年10月22日 | Hide and Shriek           |
| 2020年10月30日 | Circle of Sumo            |
| 2020年11月05日 | JELLY BRAWL CLASSIC       |
| 2020年11月12日 | King of Crabs             |
| 2020年11月19日 | Brawlhalla - ブロウルハラ |
| 2020年11月26日 | A Boy and His Breard      |
| 2020年12月03日 | False Front               |

## 浅井企画ゲーム部
- 浅井企画ゲーム部Report (2018年08月31日 - ) 出演回
- (旧)浅井企画ゲーム部Report (2018年07月12日 - ) 出演回

|        | 配信日         | タイトル                                                                            |
| ------ | -------------- | ----------------------------------------------------------------------------------- |
| 1      | 2018年07月12日 | 浅井企画ゲーム部発足会見                                                            |
| 2      | 2018年07月23日 | ぷよぷよ編                                                                          |
| 3      | 2018年07月30日 | ロケットリーグ編                                                                    |
| 4      | 2018年08月06日 | 納涼浴衣でバイオハザード編                                                          |
| 6      | 2018年08月20日 | e-Sports大会結果報告SP                                                              |
| 7      | 2018年08月27日 | ストリートファイターV芸能界頂上対決編                                               |
| 8      | 2018年09月03日 | ウイイレ2019浅井企画最強決定戦編                                                    |
| 9      | 2018年09月10日 | ロケットリーグレベルアップ編                                                        |
| 10     | 2018年09月17日 | みんなでみんなのGOLF編                                                              |
| 12     | 2018年10月01日 | グランツーリスモSPORT編                                                             |
| 17     | 2018年11月12日 | デッドバイデイライト編                                                              |
| 18     | 2018年11月19日 | ロックマン11編                                                                      |
| 24     | 2019年01月07日 | 新春！スーパーマリオパーティ編                                                      |
| 27     | 2019年01月28日 | バイオハザードRE:2編                                                                |
| 28     | 2019年02月04日 | ストリートファイターVAE特別企画「奥村茉実の実力を拝見！」                           |
| 32     | 2019年03月04日 | ANTHEM攻略編 4画面配信                                                              |
| 34     | 2019年03月18日 | マリオカート8デラックス タイムアタックに挑戦編                                      |
| 38     | 2019年04月15日 | 芸能事務所対抗戦第2弾！ ストV 下剋上対戦勃発！ vs松竹芸能 編（Street Fighter V AE） |
| 39     | 2019年04月22日 | Dead by Daylight 女子会 編                                                          |
| 40     | 2019年04月29日 | 新ぷよぷよ担当急務 編（PuyoPuyo）                                                   |
| 42     | 2019年05月13日 | ANTHEM（アンセム）定期攻略編                                                        |
| 45     | 2019年06月03日 | レトロゲームシリーズ「クルクルランド」編                                            |
| 46     | 2019年06月10日 | バイオハザード RE:2 高速クリア編                                                    |
| 47     | 2019年06月17日 | PlayStation VR 第2弾 みんなのGOLF VR 編                                             |
| 48     | 2019年06月24日 | モンスターハンターワールド 新コンテンツに向けて 編                                  |
| 49     | 2019年07月01日 | 剣劇復活！サムライスピリッツ 編                                                     |
| 50     | 2019年07月08日 | ゲーム部創設1周年 & シティコネクション 編                                           |
| 53     | 2019年08月05日 | ドクターマリオ編                                                                    |
| 57     | 2019年09月02日 | レトロゲームシリーズ ドンキーコング３部作                                           |
| 60     | 2019年09月23日 | 令和初ハード メガドライブミニ 編                                                    |
| 64     | 2019年10月21日 | レトロゲームシリーズ F-ZERO&パイロットウイングス 編                                 |
| 65     | 2019年10月28日 | ストリートファイターV AE あらぽん強化作戦！                                         |
| 66     | 2019年11月04日 | 五反田大運動会 e-Sportsステージ 編                                                  |
| 68     | 2019年11月18日 | モンスターハンター:ワールド 初心者サポート 編                                       |
| 69     | 2019年11月25日 | レトロゲームシリーズ バルーンファイト & アイスクライマー 編                         |
| 70     | 2019年12月02日 | 目指せ！世界新記録！東京2020オリンピック 編                                         |
| 73     | 2019年12月23日 | NintendoSwitch版 モンスターファーム 編                                              |
| 74     | 2020年01月05日 | 2020年福男・福女誰だ⁉ スーパーマリオパーティ 編                                     |
| 75     | 2020年01月14日 | レトロゲームシリーズ ソロモンの鍵 みんなで協力してクリア 編                         |
| 79     | 2020年02月09日 | レトロゲームシリーズ スーパーマリオブラザーズ２編                                   |
| 85     | 2020年03月23日 | CORE構想復刻！PCエンジンmini 編                                                     |
| 特別編 | 2020年05月13日 | 畑めぐみのバイオハザードRE:3 リアクションをリモート観戦！ 編                        |
| 特別編 | 2020年05月18日 | オンラインで集結！リモートで人狼！人狼ジャッジメント 編                             |
| 特別編 | 2020年05月29日 | 第2回リモート人狼！人狼ジャッジメント 編                                            |
| 特別編 | 2020年06月08日 | VALORANT(ｳﾞｧﾛﾗﾝﾄ) メンバーでVC繋いでプレイ！ 編                                     |
| 87     | 2020年07月06日 | 落下の恐怖に震えろ！Jump King 編                                                    |
| 88     | 2020年07月13日 | 雪山で大騒ぎ！ProjectWinter 編                                                      |
| 91     | 2020年08月03日 | 雪山で大騒ぎ！ProjectWinter 編                                                      |
| 97     | 2020年09月14日 | 雪山で協力？裏切り？ ProjectWinter 編                                               |
| 99     | 2020年09月28日 | 毎月恒例のだまし合い！リモート人狼 編                                               |

- ケンのゲーム配信(奥村茉実のゲーム配信スピンオフ)(相棒のケンがメインMC)(2019年04月18日 - )  (浅井企画ゲーム部へのリンク)
- イッヌのゲーム配信(Twitch)イッヌのゲーム配信(Youtube) (2019年06月23日 - )

|   | 配信日         | タイトル                                     | ゲームタイトル           | 備考                       |
| - | -------------- | -------------------------------------------- | ------------------------ | -------------------------- |
|   | 2019年04月18日 | ケンのゲーム配信                             | グランツーリスモSPORT    | ゲスト：平手晃平、畑めぐみ |
| 1 | 2019年05月11日 | グラディウス（AC・FC）へん                   | グラディウス（AC・FC）   | ゲスト：畑めぐみ、奥村茉実 |
| 2 | 2019年05月18日 | スーパーマリオブラザーズ ワープなしALLクリア | スーパーマリオブラザーズ | ゲスト：畑めぐみ、奥村茉実 |
| 3 | 2019年06月01日 | ツインビー（AC・FC）編                       | ツインビー（AC・FC）     | ゲスト：畑めぐみ、奥村茉実 |